# Erich Kästner (Konstrukteur)
Erich Kurt Kästner (* 5. April 1911 in Jena; † 31. Januar 2005 in Penzberg) war ein deutscher Konstrukteur von Filmkameras.

## Leben
Kästner war über 50 Jahre Chefkonstrukteur der ARRI Kameraentwicklung in München. Er war in Zusammenarbeit mit dem Firmengründer August Arnold wesentlich an der Entwicklung der ARRIFLEX, der ersten seriell gebauten Filmkamera von Arnold & Richter beteiligt und hat damit ein Stück Technik- und Filmgeschichte geschrieben. Der Kameramann und Sammler Gerhard Fromm schreibt:

„Dr. Arnold Fanck hatte sich schon 1926 eine 35-mm-Film-Kamera mittels eines Strahlenteilerspiegels umbauen lassen, damit er lange Brennweiten für seine Ski- und Bergfilme einsetzen konnte. Verschiedene Erfinder hatten bereits Patentansprüche für Reflexkameras angemeldet, aber keinem war eine praktische Ausführung gelungen.
Bei der Firma Arnold & Richter in München hatte sich der junge Chefkonstrukteur Erich Kästner ebenfalls mit diesem Thema befasst. Mehrere Versuche endeten in tiefster Enttäuschung. Kästner legte die Idee mehrmals auf Eis, doch sie ließ ihn nicht mehr los, und so arbeitete er immer wieder an Verbesserungen und konnte 1936 einen ersten Prototypen fertigstellen, der bei den Olympischen Spielen in Berlin eingesetzt wurde. Das Echo machte Mut, und so wurde ein Jahr später ein produktionsreifes Exemplar auf die Messe nach Leipzig geschickt. Gegen den Werbespruch «erste Spiegelreflex-Filmkamera der Welt» legte Dr. Fanck verständlicherweise sofort Widerspruch ein, doch man konnte sich einigen: Der Werbespruch wurde etwas modifiziert, und Dr. Fanck bekam die Arriflex, Nr. 506 (Man hatte die Serie mit 500 angefangen). Das größte Problem, das Kästner zu lösen hatte, war der Gleichlauf der Spiegelblende. Um von vorneherein eine Unwucht zu vermeiden, wurde eine zweiflügelige Blende konstruiert, die mit einer Untersetzung von 1 zu 2 zur Greiferachse läuft. Alle Probleme schienen bereits gelöst, als erste Tests mit einer auf Spiegelglanz polierten Stahlblende erfolgreich verliefen. Umso herber die Enttäuschung, als sich herausstellte, dass durch Temperaturschwankungen Schärfenverlagerungen auftraten. Erst die geniale Idee, eine oberflächenversilberte Glasblende zu schleifen, brachte die Lösung.“

1913 wurde das Deutsche Reichspatent Nr. 275'404 an Anton Aretz, Stuttgart ausgegeben, womit ein Spiegelreflexsucher für Filmkameras geschützt war.
Kästner trat 1933 der NSDAP bei und zahlte Beiträge bis 1935, aber es wurde keine Mitgliedskarte ausgestellt. Am 25. Mai 1937 beantragte er erneut die Aufnahme in die Partei und wurde rückwirkend zum 1. Mai desselben Jahres aufgenommen (Mitgliedsnummer 5.966.205).
Kästner starb Ende Januar 2005 im Alter von 93 Jahren im oberbayerischen Penzberg und wurde am 9. Februar 2005 in Rosenheim beerdigt.

## Ehrungen
Er war dreifacher Oscarpreisträger (1973, 1982, 1992) und erhielt 1994 den Bayerischen Filmpreis.